# Sebapo
Sebapo is een bestuurslaag in het regentschap Muaro Jambi van de provincie Jambi, Indonesië. Sebapo telt 3527 inwoners (volkstelling 2010).